# Джеймс Ґібсон (астроном)
| Відкриті астероїди: 27      | Відкриті астероїди: 27 |
| --------------------------- | ---------------------- |
| 1837 Осіта                  | 16 серпня 1971         |
| 1919 Клеменція [1]          | 16 вересня 1971        |
| 1920 Сармієнто [1]          | 11 листопада 1971      |
| 1943 Антерос                | 13 березня 1973        |
| 2035 Стернс                 | 21 вересня 1973        |
| 2309 Містер Спок            | 16 серпня 1971         |
| 3090 Джоссем                | 4 січня 1982           |
| 3711 Елленсбург             | 31 серпня 1983         |
| 3833 Калінгаста [1]         | 27 вересня 1971        |
| 4858 Воробйов               | 23 жовтня 1985         |
| (5362) Johnyoung            | 2 лютого 1978          |
| 7460 Джулініколес           | 9 травня 1984          |
| (8334) 1984 CF              | 10 лютого 1984         |
| (11437) 1971 SB [1]         | 16 вересня 1971        |
| (12662) 1978 CK             | 2 лютого 1978          |
| (27700) 1982 SW3            | 28 вересня 1982        |
| (27701) 1983 QR             | 30 серпня 1983         |
| (37557) 1984 JR             | 9 травня 1984          |
| (43756) 1984 CE             | 10 лютого 1984         |
| (52262) 1983 QV             | 30 серпня 1983         |
| (79115) 1984 JK             | 9 травня 1984          |
| (85151) 1983 QT             | 30 серпня 1983         |
| 100000 Астронавтика         | 28 вересня 1982        |
| (100002) 1983 QC1           | 30 серпня 1983         |
| (120451) 1983 QU            | 30 серпня 1983         |
| (178288) 1983 QF1           | 30 серпня 1983         |
| (455145) 1983 QB1           | 30 серпня 1983         |
| 1. 1 разом з Карлосом Сеско |                        |

Джеймс Ґі́бсон (англ. James Benjamin Gibson; нар. 1928) — американський астроном, першовідкривач комет і астероїдів, котрий працював у Лабораторії реактивного руху (JPL). У період з 1989 по 1994 рік у Паломарській обсерваторії він виявив загалом 27 астероїдів, серед них астероїд 1943 Антерос з групи Амура і ювілейний стотисячний астероїд 100000 Астронавтика.
1971 року викликав скандал у науковій спільноті, назвавши відкритий ним астероїд на честь свого кота, якого він возив із собою в астрономічні експедиції. Кіт називався Спок на честь персонажа науково-фантастичного телесеріалу «Зоряний шлях». В результаті ухвалено заборонити називати астероїди на честь домашніх тварин.
На знак визнання заслуг науковця одному з астероїдів головного поясу, відкритому 6 травня 1981 року, присвоєно його ім'я 2742 Ґібсон.